# Montes Carpatus
Die Montes Carpatus sind ein Gebirgszug auf dem Erdmond. Sie sind nach den Karpaten benannt und grenzen im Norden an das Mare Imbrium und im Südwesten an den Oceanus Procellarum. Ihr Durchmesser beträgt etwa 330 Kilometer. 